# Кеннет Боулдінг
Кеннет Еварт Боулдінг (англ. Kenneth Ewart Boulding; 18 січня 1910, Ліверпуль — 18 березня 1993, США) — американський економіст, соціолог, педагог, поет та міждисциплінарний філософ. Автор понад трьох десятків книг і понад ста статей. Серед них дві класичні праці: «Зображення: знання в житті і суспільстві» (1956) та «Конфлікт і захист: загальна теорія» (1962). Він був співзасновником загальної теорії систем і засновником численних поточних інтелектуальних проектів у галузі економіки та суспільних наук.

## Біографія
Боулдінг народився та виріс на вулиці Сеймур-стріт у Ліверпулі (Англія), був першою та єдиною дитиною Вільяма Боулдінга та Елізабет Енн Боулдінг. Його батько проповідував в Меморіальній Церкві Уесліан, а мати була домогосподаркою. Після навчання в Ліверпульській колегіальній школі вступив у Оксфордський університет, де вивчав філософію та економіку. У 1937 році Боулдінг виїхав до США. У 1948 він отримав американське громадянство і викладав у Гарвардському університеті та Чиказькому університеті. Там він написав у 1941 р. «Економічний аналіз», який незабаром став класичною працею.

Під час Другої світової війни Боулдінг працював у Лізі Націй в Принстоні, але втратив цю посаду в 1944 році через свою пацифістську діяльність. Потім вчений працював в Мічиганському університеті (1949—1968), а пізніше — в Університеті Колорадо в Боулдері (1969—1981) як професор. Він був президентом численних академічних товариств, включаючи Американську економічну асоціацію (American Economics Association), Американську асоціацію сприяння розвитку науки (American Association for the Advancement of Science), Товариство з поліпшення положення загальної теорії систем (Society for the Advancement of General Systems Theory) і Асоціацію міжнародних досліджень (International Studies Association). 
Вчений написав більше тисячі робіт, в основному, статей, у тридцяти різних галузях науки, від проблем навколишнього середовища, сільського господарства, праці, етики та релігії до розв'язання конфліктів шляхом миру або війни, однак основними його роботами вважаються чотири книги: підручник «Економічний аналіз» (Economic Analysis, 1941), «Реконструкція економічної теорії» (A Reconstruction of Economics, 1950), «Зображення» (The Image, 1956) і «Екодинаміка» (Ecodynamics, 1978).
Кеннет Боулдінг був номінований на Нобелівську премію миру та економіки.
Разом з дружиною Боулдінг був активним членом квакерської релігійної спільноти, брав участь у зборах по всій країні й виконував обов'язки священника.
Кеннет Боулдінг помер 18 березня 1993 року, у віці 83 років. Але він пішов з життя оптимістично, вважаючи, що наша еволюційна подорож тільки почалася.

## Робота
Боулдінг був не тільки плідним письменником і творчим інтегратором знань, але й академіком світового ступеня. Для нього економіка та соціологія не були суспільними науками — скоріше, всі вони були аспектами єдиної соціальної науки, присвяченої вивченню людей та їхніх стосунків. Вчений сповідував концепцію еволюційного підходу до економіки. Крім економіки, Боулдінг зробив помітний внесок у галузі політології, соціології, філософії та соціальної психології.

### Економічний аналіз
Перша велика робота в економіці Боулдінга — вступний підручник під назвою «Економічний аналіз». Вона створена в той час, коли науковець був викладачем в Університеті Колґейт наприкінці 1930-х років. Робота вперше була надрукована в 1941 році як однотомне та двотомне видання.
Оглядаючись назад, Болдінг (1989) пояснив, що «перше видання в основному відповідало Трактату Ірвінга Фішера та Кейнса про гроші». Однак, друге видання 1948 року мало своєю змістовною основою кейнсіанську загальну теорію. Перше видання було опубліковано на початку Другої світової війни і не мало великих продажів, але друге (виправлене і доповнене) видання стало одним з основних підручників, що використовуються в коледжах США та багатьох інших країнах світу.

### Еволюційна економіка
Боулдінг був ключовим представником еволюційного руху економіки. У праці «Економічний розвиток як еволюційна система» (1961, 1964) він проводить паралель між економічним розвитком та біологічною еволюцією.
|  | Вони, економіка та еволюція, є прикладами великого процесу, який протягом тривалого часу проходив у цій частині Всесвіту. Це процес розробки структур зростаючої складності та неправдоподібності. Еволюційний процес завжди діє через мутацію та селекцію, і він включає певну різницю між генотипом, що мутує, і вибраним фенотипом. Процес, яким генотип конструює фенотип, може бути описаний як «організація». Економічний розвиток проявляється переважно у виробництві товарів та послуг. Проте це відбувається в ідеях, планах та ставленнях до людського розуму. Це генотипи економічного розвитку. Це цілком можна назвати процесом зростання знань. Знання та зростання знань є ключовим елементом економічного розвитку. Інвестиційні, фінансові системи і економічні організації та інститути є у певному сенсі лише механізмом, за допомогою якого створюється та виражається процес знань. |

 — Кеннет Е. Боулдінг

### Економіка Космічного корабля Земля
Після публікації в 1962 році «Безмовної весни» Рейчел Карсон, екологічний рух звернув увагу на зв'язок між економічним зростанням і розвитком та деградацією навколишнього середовища. Боулдінг у своєму впливовому есе 1966 р. «Економіка Космічного корабля Земля» (англ. The Economics of the Coming Spaceship Earth, 1966) визначив необхідність підходу економіки до екологічної системи зі своїми обмеженими ресурсами.
Боулдінг у своєму есе «Економіка Космічного корабля Земля» використовував космічний корабель як метафору для планети. Він визнав наявність матеріальних та енергетичних обмежень в економіці та запропонував перехід від «ковбойської економіки» до «економіки космонавтів». У «ковбойській економіці» успіх визначається кількістю і швидкістю виробництва і споживання. В «економіці космонавтів», навпаки, «ми, в першу чергу, піклуємося про підтримання життєзабезпечення, і будь-які технологічні зміни, що призводять до можливості підтримувати заданий загальний рівень життєзабезпечення за допомогою зменшеного потоку ресурсів (тобто з меншим виробництвом і споживанням), очевидно, є благом».

## Публікації
Боулдінг опублікував близько тридцяти книг та чимало різнопланових за змістом статей.
1940—1960 рр.
- «Економічний аналіз» (Economic Analysis, 1941)
- «Основи вивчення миру: практика любові до Бога» (A Peace Study Outline: The Practice of the Love of God, 1942)
- «Економіка миру» (The Economics of Peace, 1945)
- «Це є дух» (There is a Spirit: The Nayler Sonnets, 1945)
- «Реконструкція економіки» (A Reconstruction of Economics, 1950)
- «Організаційна революція: вивчення етики економічної організації» (The Organizational Revolution: A Study in the Ethics of Economic Organization, 1953)
- «Зображення: Знання в житті та суспільстві» (The Image: Knowledge in Life and Society, 1956)
- «Навички економіста» (The Skills of the Economist, 1958)
- «Принципи економічної політики» (Principles of Economic Policy, 1958)
- «Конфлікт і оборона: загальна теорія» (Conflict and Defence: A General Theory, 1962)
- «Сенс двадцятого століття: великий перехід» (The Meaning of the Twentieth Century: the Great Transition, 1964)
- «Вплив соціальних наук» (The Impact of the Social Sciences, 1966)
- «Економіка знань та знання економіки» (The Economics of Knowledge and the Knowledge of Economics, 1966)
- «Крім економіки: нариси про суспільство, релігію та етику» (Beyond Economics: Essays on Society, Religion, and Ethics, 1968)
- «Економіка грантів» (The Grants Economy, 1969)

1970—1980 рр.
- «Економіка як наука» (Economics as a Science, 1970)
- «Основи соціальної динаміки: історія як діалектика та розвиток» (A Primer on Social Dynamics: History as Dialectics and Development, 1970)
- «Економіка» (Economics, 1971)
- «Політична економія» (Political Economy, 1973)
- «Економіка любові та страху: Передмова до економіки гранту» (The Economy of Love and Fear: A Preface to Grants Economics, 1973)
- «На шляху до загальної соціальної науки» (Toward a General Social Science, 1974)
- «Міжнародні системи: мир, врегулювання конфліктів та політика» (International Systems: Peace, Conflict Resolution, and Politics, 1975)
- «Сонети з інтер'єру життя та інші автобіографічні вірші» (Sonnets from the Interior Life, and Other Autobiographical Verse, 1975)
- «Стабільний світ» (Stable Peace, 1978)
- «Екодинаміка: нова теорія суспільної еволюції» (Ecodynamics: A New Theory of Societal Evolution, 1978)

1980—1993 рр.
- «Бестії, балади та боулінгмізми: збірка творів» (Beasts, Ballads, and Bouldingisms: A Collection of Writings, 1980)
- «Еволюційна економіка» (Evolutionary Economics, 1981)
- «Передмова до гранту Економіка: Економіка Любові та Страху» (A Preface to Grants Economics: The Economy of Love and Fear, 1981)
- «До двадцять першого століття: Політична економія, Соціальні системи та Світовий мир» (Toward the Twenty-First Century: Political Economy, Social Systems, and World Peace, 1985)
- «Людське благополуччя» (Human Betterment, 1985)
- «Світ як загальна система» (The World as a Total System, 1985)
- «Три обличчя сили» (Three Faces of Power, 1989)
- «На шляху до нової економіки: критичні нариси з екології, розподілу та інших тем» (Towards a New Economics: Critical Essays on Ecology, Distribution, and Other Themes, 1992)
- «Структура сучасної економіки: США» (The Structure of a Modern Economy: the United States, 1993)